# Granges (Saône-et-Loire)
Granges település Franciaországban, Saône-et-Loire megyében. Lakosainak száma 572 fő (2022. január 1.). Granges Givry, Bissey-sous-Cruchaud, Buxy, La Charmée, Rosey, Saint-Désert és Saint-Germain-lès-Buxy községekkel határos.

## Népesség
A település népességének változása:
| Lakosok száma | 523  | 543  | 549  | 528  | 521  | 525  | 548  | 563  | 572  |
|               | 2013 | 2015 | 2016 | 2017 | 2018 | 2019 | 2020 | 2021 | 2022 |